# شاخص تنوع
شاخص تنوع شاخصی اکولوژیک است که در آن تنوع گونه‌های موجود در یک جامعه زیستی مورد ارزیابی قرار می‌گیرد. معروف‌ترین شاخصی که تاکنون برای تنوع ابداع شده‌است شاخص تنوع شانون-وینر به سال ۱۹۴۸ می‌باشد. این شاخص را با{\displaystyle H'} نشان می‌دهند و معادله آن به قرار زیر است:
{\displaystyle H'=-\sum _{i=1}^{R}p_{i}\ln p_{i}}
که در آن {\displaystyle p_{i}} نسبت افراد یک گونه به کل فراوانی جامعه را نشان می‌دهد که به صورت زیر می‌باشد.
{\displaystyle p_{i}={n_{i} \over N}}
این شاخص در طیف وسیعی از مطالعات بوم‌شناختی در رشته‌های زیست‌شناسی، جانورشناسی، گیاه‌شناسی، زیست‌شناسی دریا، کشاورزی و شیلات می‌تواند کاربرد داشته باشد.